# Flèche wallonne 1978
La Flèche wallonne 1978, 42e édition de la course, a lieu le 20 avril 1978 sur un parcours de 223 km. La victoire revient au sprint au Français Michel Laurent, qui a terminé la course en 5 h 56 min 22 s, devant l’Italien Gianbattista Baronchelli et l'Allemand Dietrich Thurau.
Sur la ligne d’arrivée à Verviers, 55 des 160 partants ont terminé la course.

## Classement final
| #  | Coureur                  | Équipe                  |    | Temps           |
| -- | ------------------------ | ----------------------- | -- | --------------- |
| 1  | Michel Laurent           | Peugeot-Esso-Michelin   | en | 5 h 56 min 22 s |
| 2  | Gianbattista Baronchelli | Scic-Bottecchia         | +  | 0 s             |
| 3  | Dietrich Thurau          | IJsboerke-Gios          |    | 0 s             |
| 4  | Gerrie Knetemann         | TI-Raleigh              |    | 0 s             |
| 5  | Michel Pollentier        | Flandria-Velda-Lano     |    | 0 s             |
| 6  | Hennie Kuiper            | TI-Raleigh              |    | 0 s             |
| 7  | Joop Zoetemelk           | Miko-Mercier-Hutchinson |    | 0 s             |
| 8  | Henk Lubberding          | TI-Raleigh              |    | 1 min 15 s      |
| 9  | Sven-Åke Nilsson         | Miko-Mercier-Hutchinson |    | 1 min 15 s      |
| 10 | Joseph Bruyère           | C&A                     |    | 1 min 15 s      |